# معادلة معهد الطب
تم نشر معادلة معهد الطب في شهر سبتمبر من عام 2002. وهي المعادلة التي كانت السبب في إصدار الإرشادات الغذائية للأمريكيين لعام 2005 والهرم الغذائي الجديد المعروف باسم ماي براميد (MyPyramid).
تستخدم معادلة معهد الطب منهجًا مختلفًا عن معظم المعاهد الأخرى. وهذه المعادلة لا تقيس معدل الاستقلاب الأساسي، لكنها تستخدم التجارب المبنية على الماء الموسوم بنظيري الأكسجين والهيدروجين. ويقول العلماء في معهد الطب في تقريرهم أن الطريقة العامِلية تميل إلى التقليل من أهمية استهلاك السعرات الحرارية
عند استخدام الطريقة العامِلية.

## المعادلات
الاحتياج التقديري للطاقة (اختصارًا EER) - هو العدد المقدر للسعرات الحرارية التي يحتاج إليها الفرد يوميًا من أجل الحفاظ على وزنه الحالي.
- الرجال البالغون: {\displaystyle EER=(662-(9.53*Age))+PA*((15.91*wt)+(539.6*ht))}
- النساء البالغون: {\displaystyle EER=(354-(6.91*Age))+PA*((9.36*wt)+(726*ht))}
- الأولاد من سن 3-18 عامًا: {\displaystyle EER=(88.5-(61.9*Age))+PA*((26.7*wt)+(903*ht))}
- الفتيات من سن 3-18 عامًا: {\displaystyle EER=(135.3-(30.8*Age))+PA*((10*wt)+(934*ht))}
- الأطفال الصغار في عمر سنتين: {\displaystyle EER=(89*wt)-80}

يتم استخدام هذه المعادلات من أجل تحقيق وزن صحي للأطفال والبالغين. ويتم استخدام صيغة التصحيح للأوزان الزائدة والأفراد المصابين بالسِمنة. وهذه التصحيحات التي تستهدف الأطفال والمراهقين كانت محل نقاش بواسطة إس. جي. وودروف وآر. إم. هانينج وإس. آى. بار في دراسةٍ تم نشرها في عدد يناير 2009 من مجلة البدانة (Obesity Reviews). وتكمن المشكلة في ما إذا كانت التركيبة المختلفة ضرورية بالفعل أم لا أو أنه من المحتمل أن تكون ضارة إذا حدثت مبالغة في التقدير مما يؤدي إلى تكوين جسم أعلى وزنًا وغير صحي لهؤلاء الأفراد. ومع ذلك، فهذه المعادلات كالتالي:
- الفتيات البدينات من سن 3-18 عامًا: {\displaystyle EER=(389-(41.2*age))+PA*((15.0*wt)+(701.6*ht))}
- الأولاد المصابون بالبدانة من سن 3-18 عامًا: {\displaystyle EER=(-114-(50.9*age))+PA*((19.5*wt)+(1161.4*ht))}

جميع الأوزان تكون بالكيلوجرامات، والأطوال بالأمتار، والعمر بالسنوات. PA is for physical activity coefficient. وفيما يلي جدول يعرض مُعاملات النشاط:
| مستوى النشاط        | الأولاد من سن 3–18 عامًا | الأولاد المصابون بالبدانة من سن 3–18 عامًا | الفتيات من سن 3–18 عامًا | الفتيات البدينات من سن 3–18 عامًا | الرجال البالغون | النساء البالغات |
| ------------------- | ----------------------- | ----------------------------------------- | ----------------------- | -------------------------------- | --------------- | --------------- |
| حياة تخلو من النشاط | 1                       | 1                                         | 1                       | 1                                | 1               | 1               |
| نشاط متوسط          | 1.13                    | 1.12                                      | 1.16                    | 1.18                             | 1.11            | 1.12            |
| نشيط                | 1.26                    | 1.24                                      | 1.31                    | 1.35                             | 1.25            | 1.27            |
| نشيط جدًا            | 1.42                    | 1.45                                      | 1.56                    | 1.6                              | 1.48            | 1.45            |

يقصد بالحياة التي تخلو من النشاط تلك الحياة التي تتم فيها ممارسة النشاط الجسدي الخفيف المرتبط بالمعيشة المستقلة، ويعني النشاط المتوسط التمرينات من المتوسطة إلى القوية لمدة حوالي نصف ساعة بالإضافة إلى الأنشطة الأساسية. وتعني كلمة نشيط ساعة على الأقل من التمرينات، وتعني نشيط جدًا البقاء نشيطًا جسديًا لعدة ساعات كل يوم.

## وصلات خارجية
يمكن إجراء الحساب تلقائيًا على هذه المواقع:
- http://foodboxit.com/tools/eer-calculator
- http://www.bcm.edu/cnrc/caloriesneed.htm
- http://www.kidsnutrition.org/consumer/nyc/vol1_03/energy_calculator.htm نسخة محفوظة 4 يناير 2007 على موقع واي باك مشين. if aged under 19.
- http://www.bodyengine.com/app/demo.html نسخة محفوظة 13 أبريل 2012 على موقع واي باك مشين. - EER for the current and goal weight on a dynamic chart.